# ピアノ三重奏曲第1番 (シューベルト)
ピアノ三重奏曲第1番 変ロ長調 作品99、D898(Piano Trio No. 1 in B-flat major(B dur), D. 898)は、フランツ・シューベルトが作曲したピアノ三重奏曲。シューベルトの死後に出版されたため、「遺作」とされている。

## 概要
シューベルトはピアノ三重奏曲を4曲作曲しているが、その内の1曲（変ロ長調 D28）は1812年に作曲され、当時のシューベルトは15歳であった。残る3曲は1827年ないし1828年に作曲され、シューベルトが30歳となってから作曲されたという。だが、作品の成立には不明確なところもあり、オットー・ドイッチュは第1番が第2番よりも後に書かれたと判断し、ヘンレ版の校訂も行なっているピアニストで音楽学者のエーヴァ・バドゥラ＝スコダによれば、現在の番号どおりであるとされるように、第1番と第2番のどちらが先に作曲されたかは未だに決着をみていない。
第1番は1827年に作曲され、作曲された当時は歌曲集「冬の旅」や3曲のピアノソナタ（第19番、第20番、第21番）が生み出された時期でもあった。公開初演は同年の12月26日、シュパンツィヒ四重奏団員によってウィーンの楽友協会で行なわれた（初演に関しては、翌年の1月28日に私的に初演されたという説もある）。初版譜は自筆譜が紛失し、シューベルトが亡くなったために出版が遅れ、1836年にようやくウィーンのディアベッリ社から出版された。

## 構成
全4楽章の構成で、演奏時間は約40分。
第1楽章 アレグロ・モデラート、変ロ長調、ソナタ形式
ピアノの8分音符の刻みの上を、ヴァイオリンとチェロがユニゾンで堂々と奏す。
第2楽章 アンダンテ・ウン・ポコ・モッソ、変ホ長調、三部形式
チェロによるロマンティックな主題で始まり、しばらくしてヴァイオリンが加わって両者が歌いだす美しい楽章。シューマンはこの楽章を非常に讃えたという。
第3楽章 スケルツォ、アレグロ、変ロ長調、三部形式
ピアノのソロで始まり、ピアノの音形をヴァイオリン、次いでチェロが模倣しながら加わる。
第4楽章 アレグロ・ヴィヴァーチェ－プレスト、変ロ長調、ロンド形式
冒頭のヴァイオリンに歌われるのびやかな旋律から始まり、終わりの部分では拍子が2分の4拍子から3分の2拍子に変わる。